# Síndic forà
Els síndics forans integraven el Sindicat de Fora, comissió representativa de la  Universitat Forana, que agrupava les viles de la Part Forana de Mallorca.
La Universitat Forana i el Sindicat de Fora va ser creats el 1315 per una sentència arbitral del rei Sanç de Mallorca. El Sindicat havia d'actuar mitjançant tres òrgans: el Consell del Sindicat, la comissió dels deu síndics i els síndics clavaris. Aquesta comissió dels deu síndics, que era la representació permanent del sindicat, tenia un mandat anual. Entre els deu síndics s'elegien els dos síndics clavaris, que eren els administradors de la hisenda de la Universitat Forana, però que també exercien la presidència del Consell del Sindicat, convocaven l'assemblea, presidien les seves sessions i exercien la iniciativa. La comissió dels deu síndics havia de ser elegida amb criteris de representativitat.
Amb el Decret de Nova Planta de 1715 es suprimiren les institucions representatives del regne de Mallorca i el Sindicat de Fora va perdre les seves funcions; tot i que els síndics forans, per determinació de la Reial Audiència borbònica, es mantingueren en unes funcions molt limitades. A partir de 1721 els síndics forans foren nomenats per la Reial Audiència, essent per una part oficials de designació reial i, per l'altra, representants legals de la Universitat Forana. En haver desaparegut el Consell del Sindicat, els síndics clavaris mantingueren algunes funcions per a facilitar la gestió econòmica i fiscal. Els síndics forans no varen ser suprimits de manera definitiva fins al 3 d'abril de 1834.